# デミ・ローズ
デミ・ローズ（Demi Rose、1995年3月28日 - ）は、イギリスのランジェリーモデル、インスタグラマー。バーミンガム出身。DJ活動も行っており、「世界で最もセクシーなDJ」と呼ばれることがある。豊満なボディをたびたびインスタグラムにアップし、日本のメディアなどでもそのヒップが「デミ尻」と呼ばれることもある。

## 経歴・人物
1995年3月27日、バーミンガムに生まれる。サットン・コールドフィールドで育つ。New Oscott Primary School を経てJohn Willmott School卒業。この二つの学校に在学中、デミは周囲に嫌われていた。同級生たちは彼女を変人とみなしており、デミ本人に隠さずにそれを言った。結果、こんなところは早く卒業したいと卒業を待ち望むようになるが、それによってさらに変人扱いされる。髪にチューインガムを付けられたり、椅子に座ろうとした瞬間それを外されたこともある。
16歳のときには摂食障害と闘う。体重が危険なレベルに急落したが、ジムに通い、普通に食事をするようになり回復、自信を取り戻した。
長らく待ち望んだ卒業の後、Walsall Collegeに入学。美容医療の学位とスペイン語の能力検定を取得。

### キャリア
18歳のときInstagramを始める。注目を集めるが、彼女のナイスバディは外科的に「盛った」ものではないかという意見もあった。本人によるとレーザーを使用した眼科の手術以外受けていない。米国のモデル集団Taz's Angelsからオファーを受け、一時的に所属する。Taz's Angelsはマイアミの邸宅に住む若い女性モデルのグループで、Tazというニックネームの元レコードプロデューサー・Michael J. Williamsに指導されている。ただしデミがTaz's Angelsを去った後、本人の公式サイトではこの時期のことに触れていない。
大学卒業の後、スペインで自分のサロンを所有するという夢を捨て、アメリカでモデルとしてのキャリアを追求することに決めた。2015年5月、DJキャレドのHow Many TimesのMVにほんの少しだけ出演したが、彼女の忠実なフォロワーはそれを見逃さなかった。FHM, Nuts, ZOOなどの男性誌の紙面にも登場する。英国を拠点とするファッション小売業者PrettyLittleThingのグローバル アンバサダーでもある。

### その他
九条ねぎは、目標にしているモデルとしてアナスタシア・クビトコとデミ・ローズを挙げたことがある。